# Kuala Lumpur Bird Park
Le Kuala Lumpur Bird Park est un parc zoologique malaisien, situé dans la capitale, Kuala Lumpur. Ce parc ornithologique de 8,5 hectares a ouvert en 1991.
Le parc présente environ 3000 oiseaux de 200 espèces, donc 90 % originaires de la Malaisie, et recevrait annuellement 200 000 visiteurs[réf. nécessaire].

## Installations et faune présentée

Quelques pensionnaires
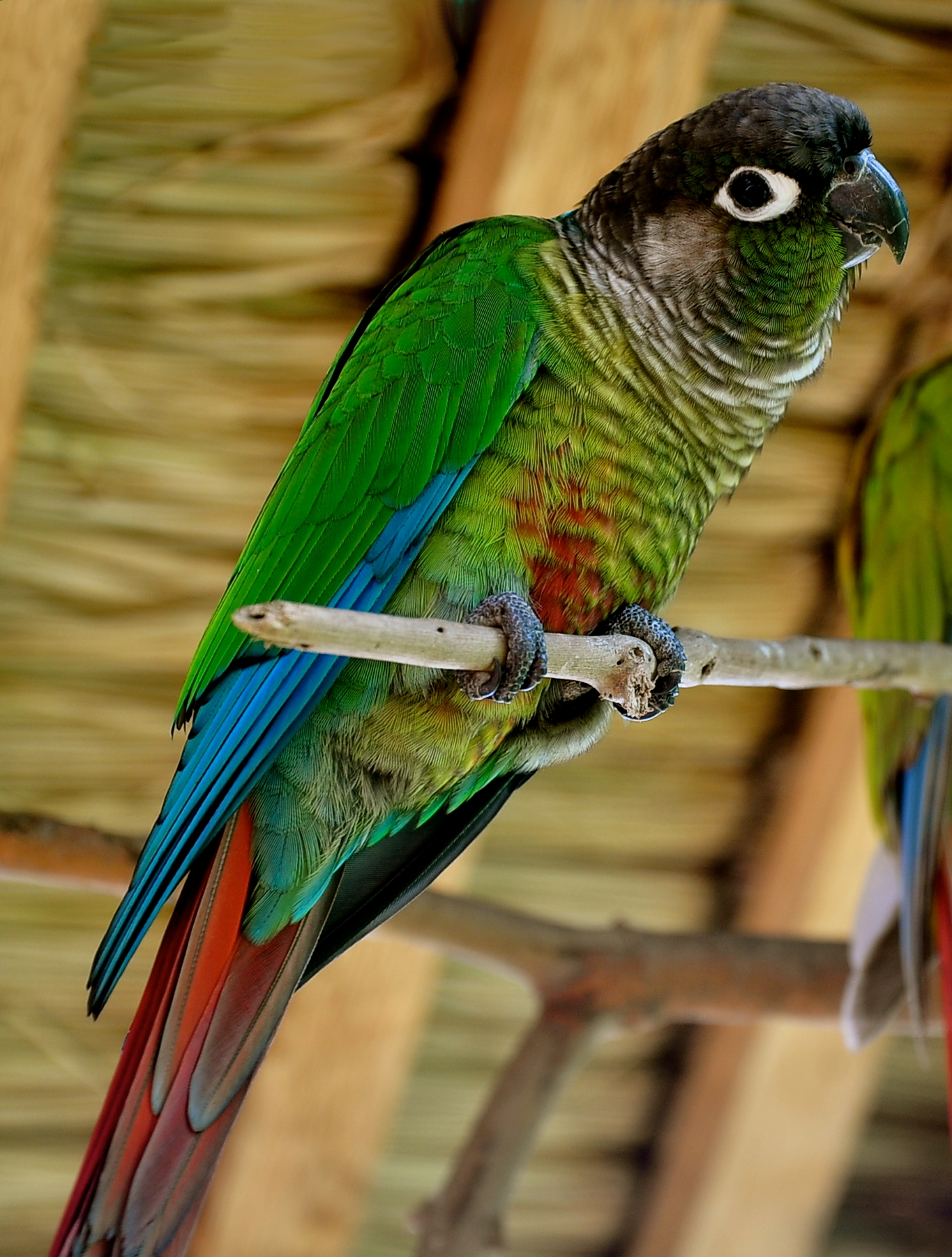
Conure de Molina.
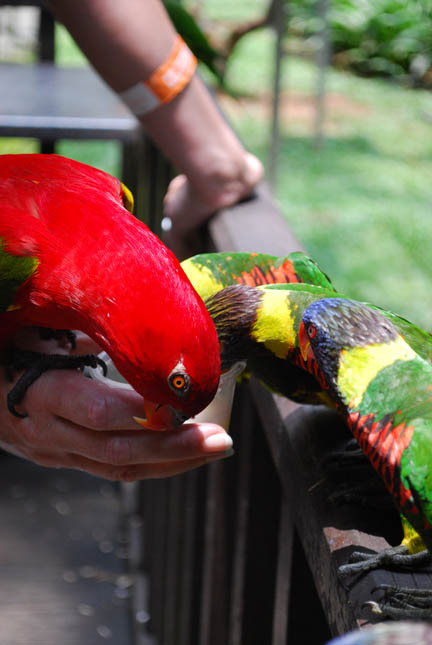
Loriquets à tête bleue et Lori écarlate.
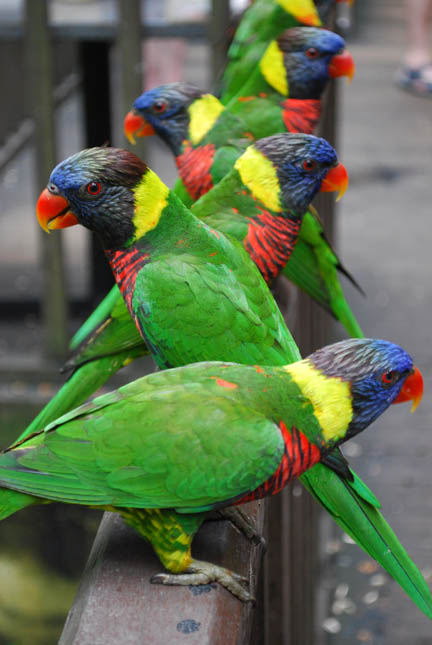
Loriquets à tête bleue.
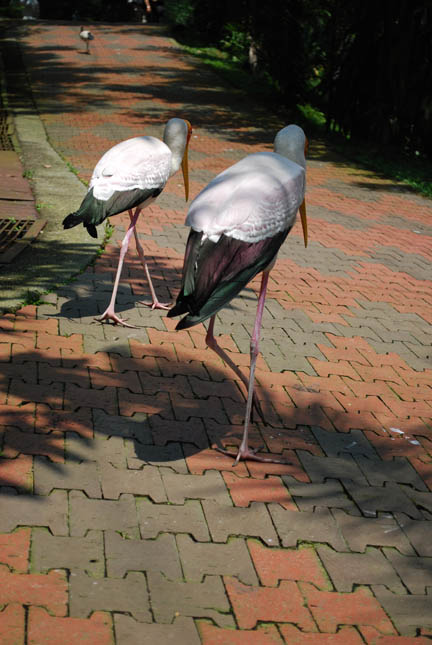
Tantales ibis.
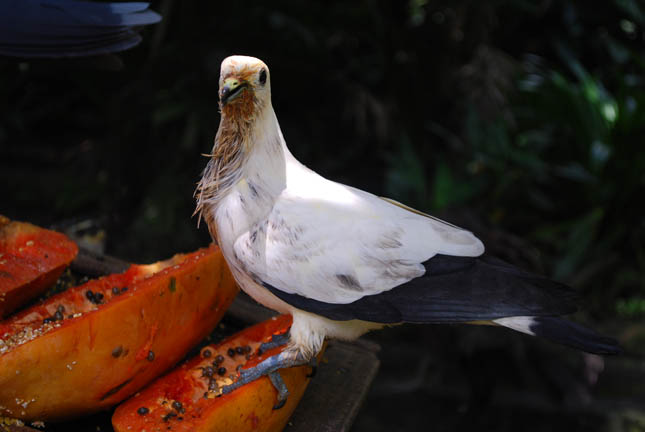
Carpophage blanc.
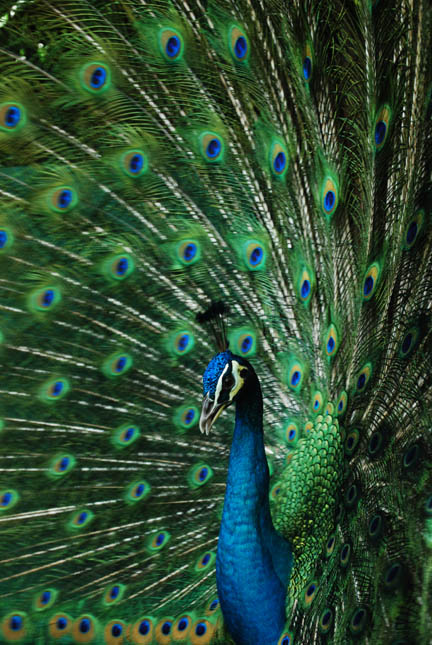
Un Paon dans le parc.
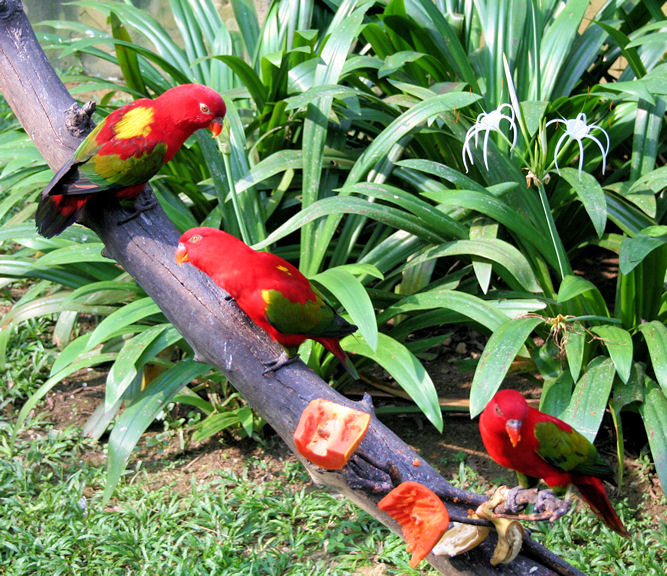
Lori noira.
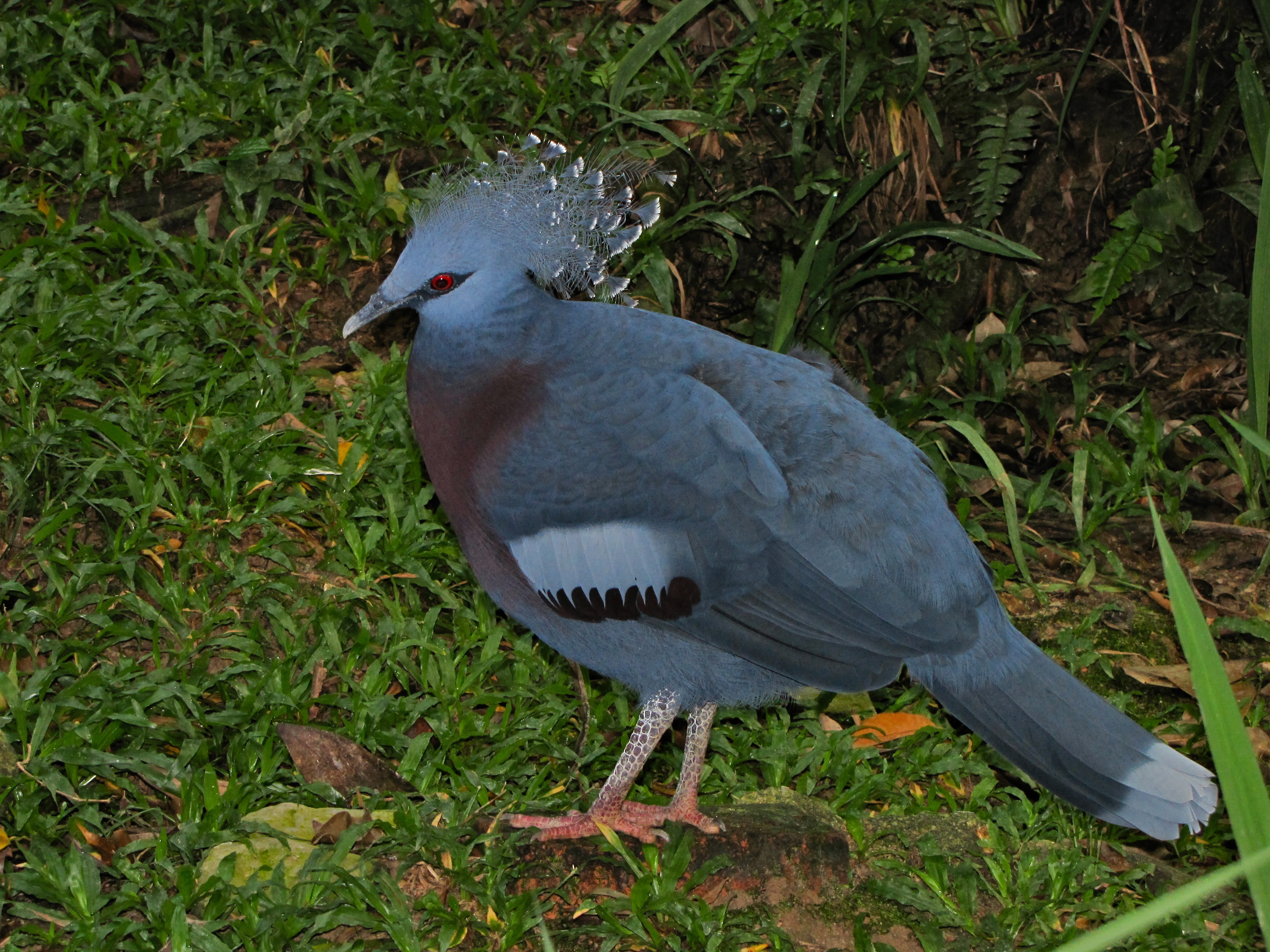
Un Goura de Victoria

### Zone 1

Quelques installations
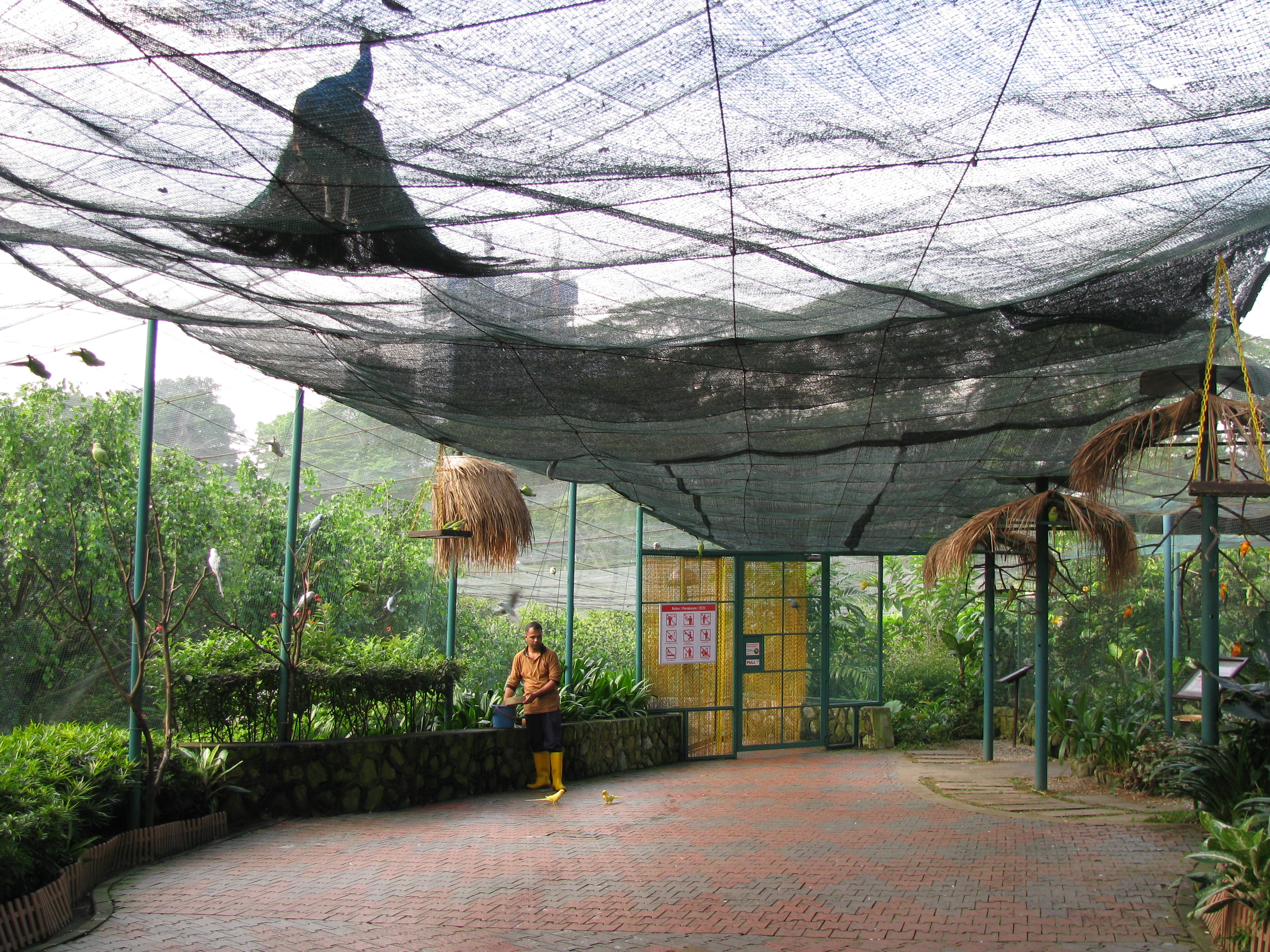
Volière de l'entrée.
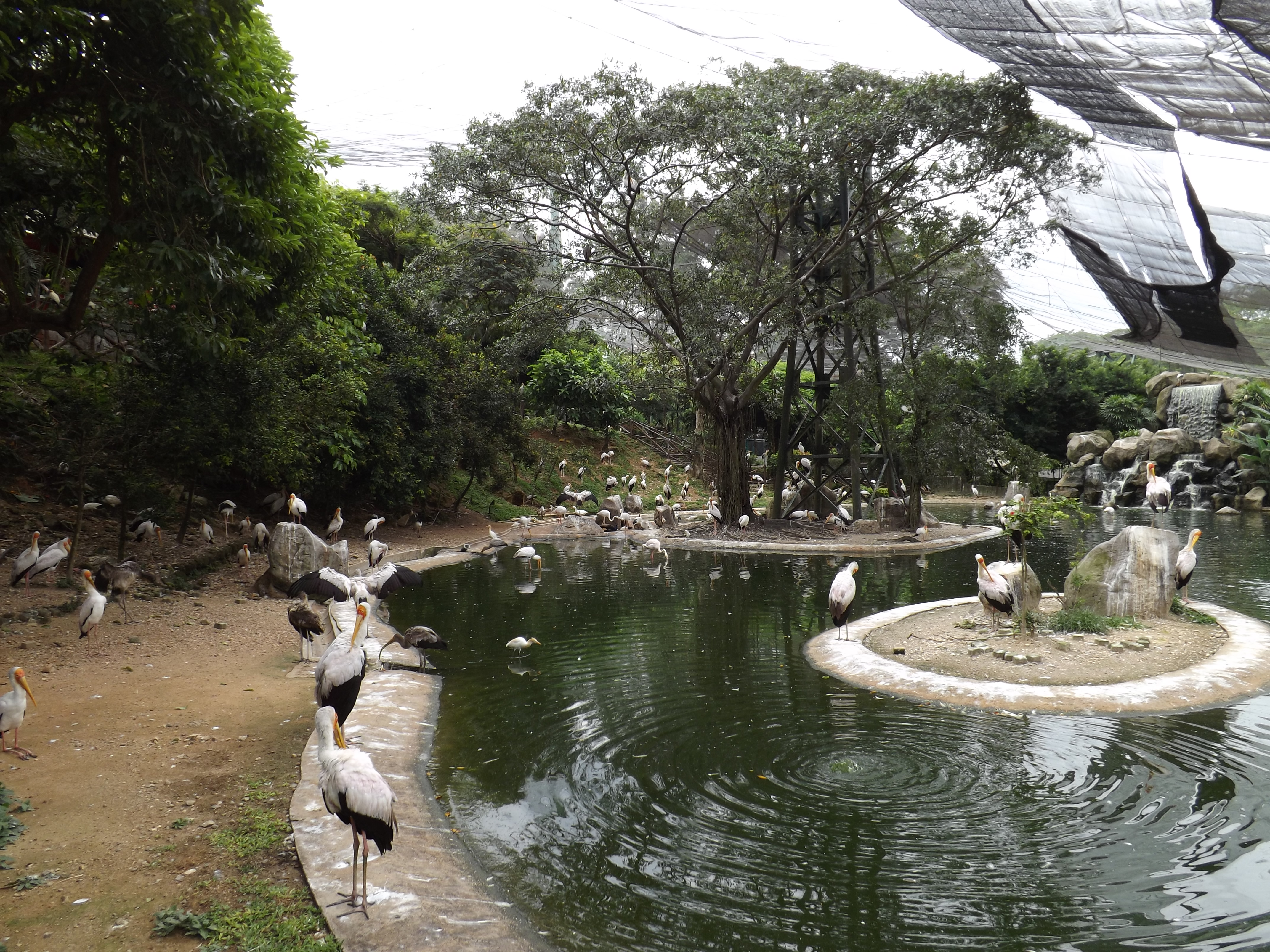
Etang des flamants et des tantales.

### Zone 3
Cette zone est une grande volière d'immersion présentant des calaos.

Quelques installations
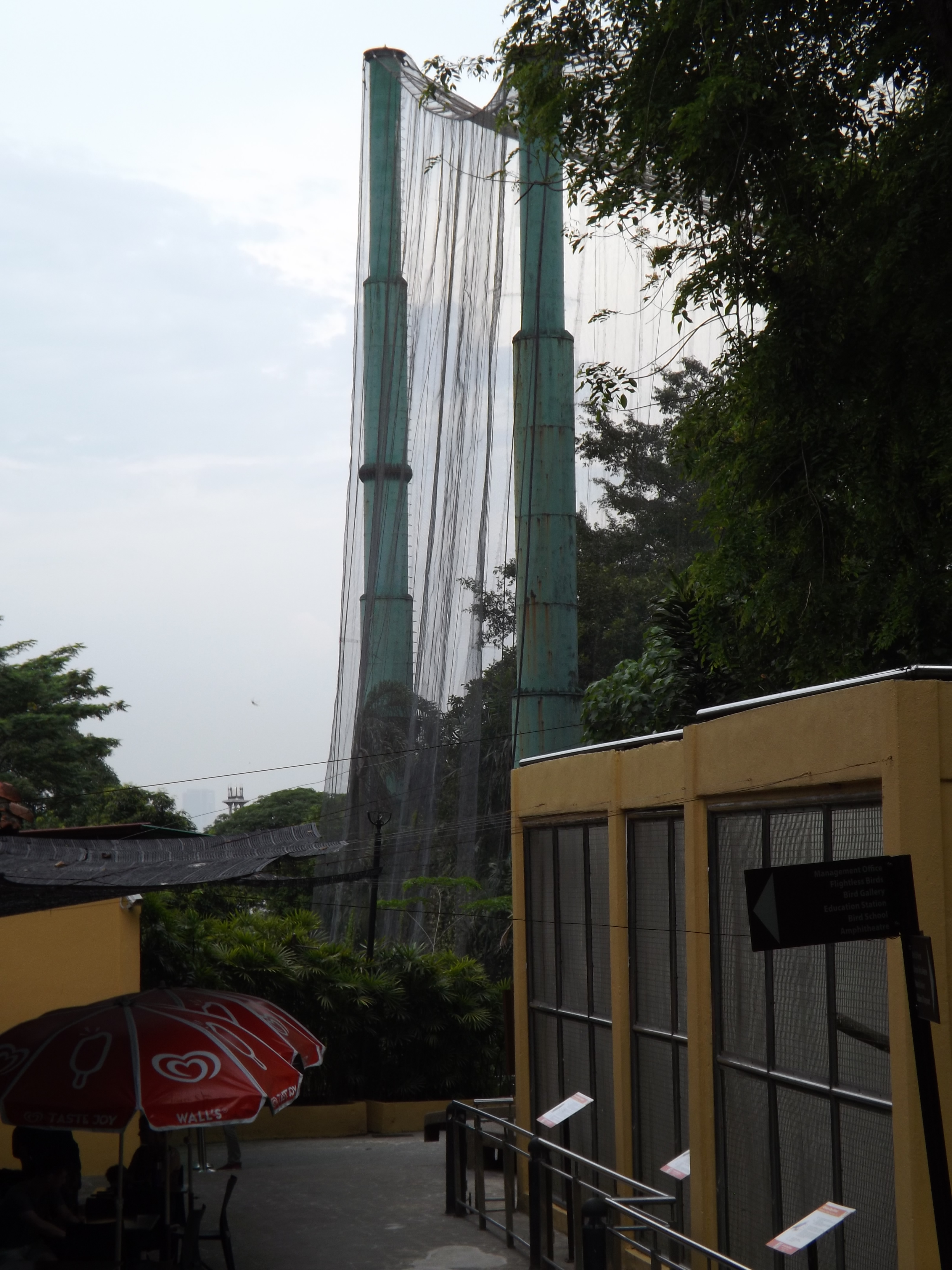
Pylones de la volière d'immersion.
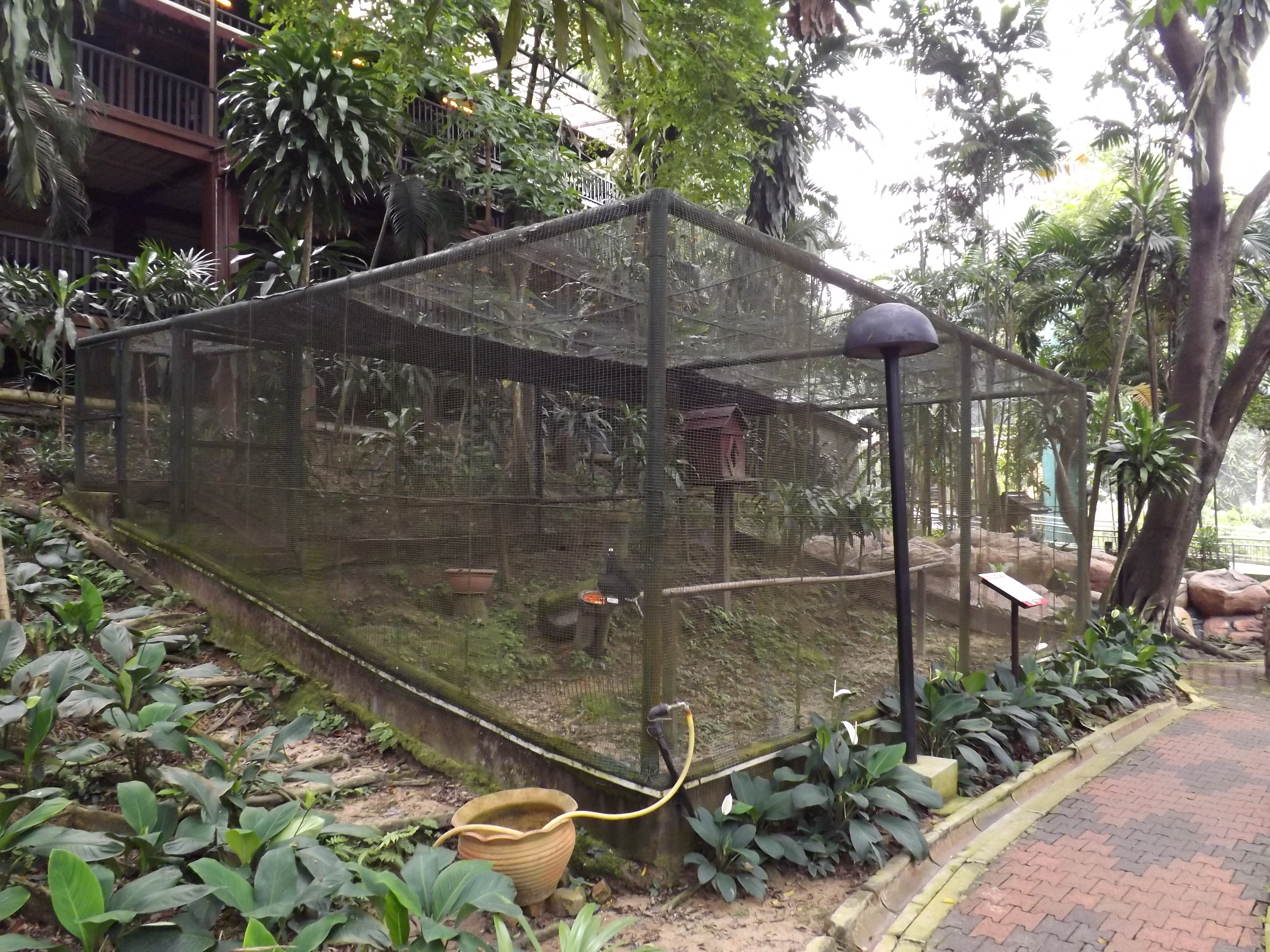
Volière pour le calao pie.

### Zone 4

Quelques installations
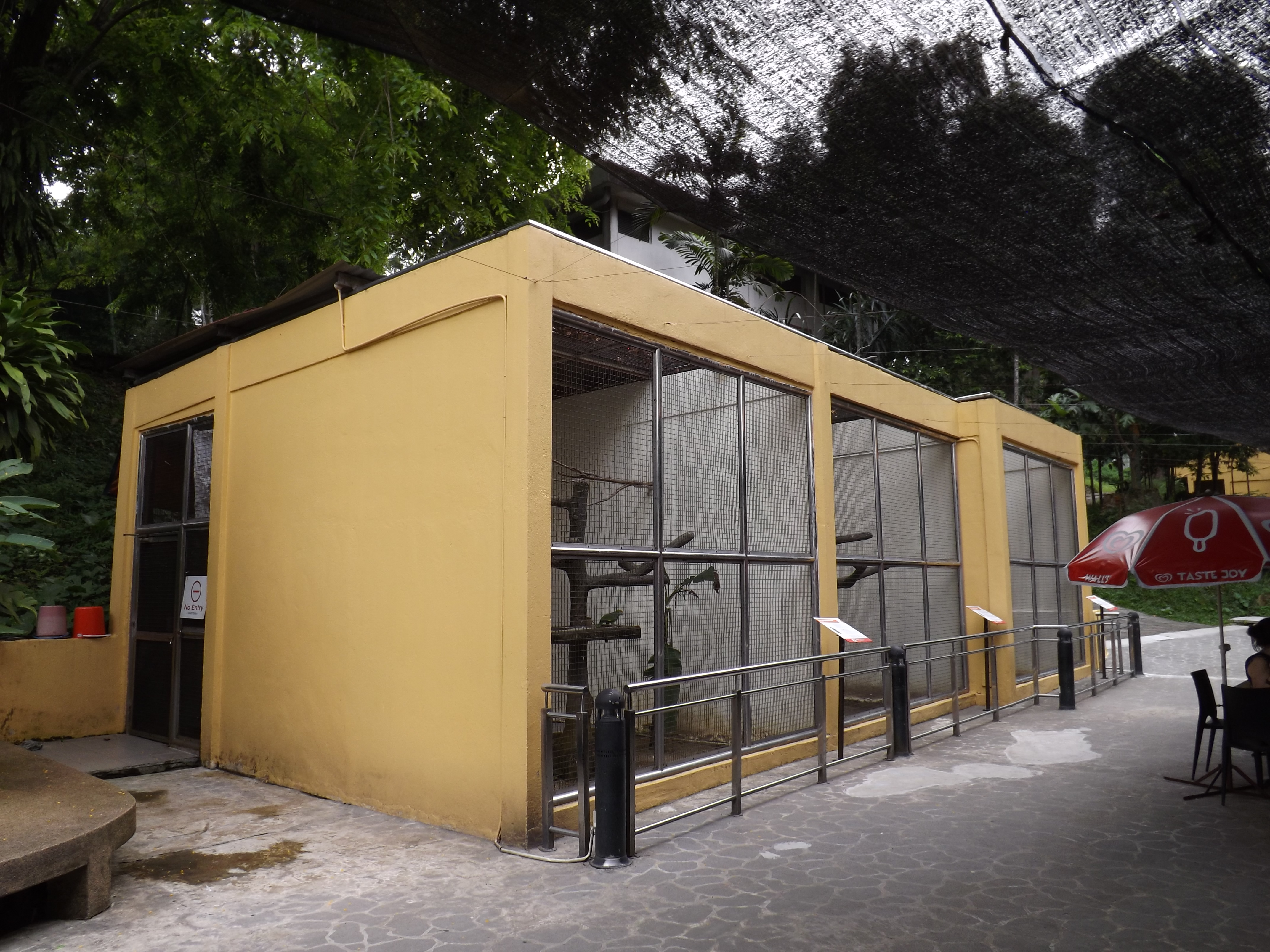
Volières pour psittacidés.
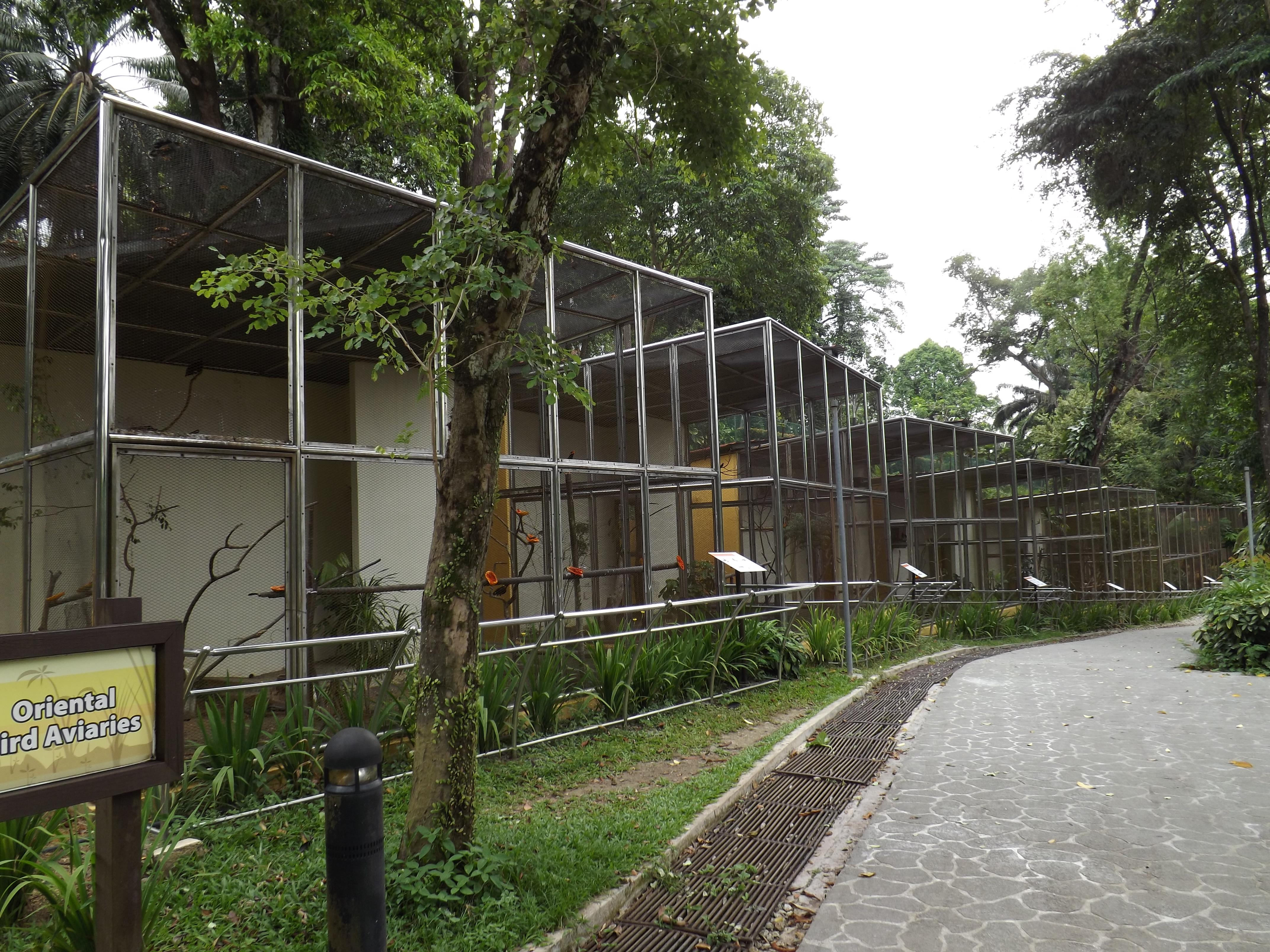
Volières des oiseaux orientaux.
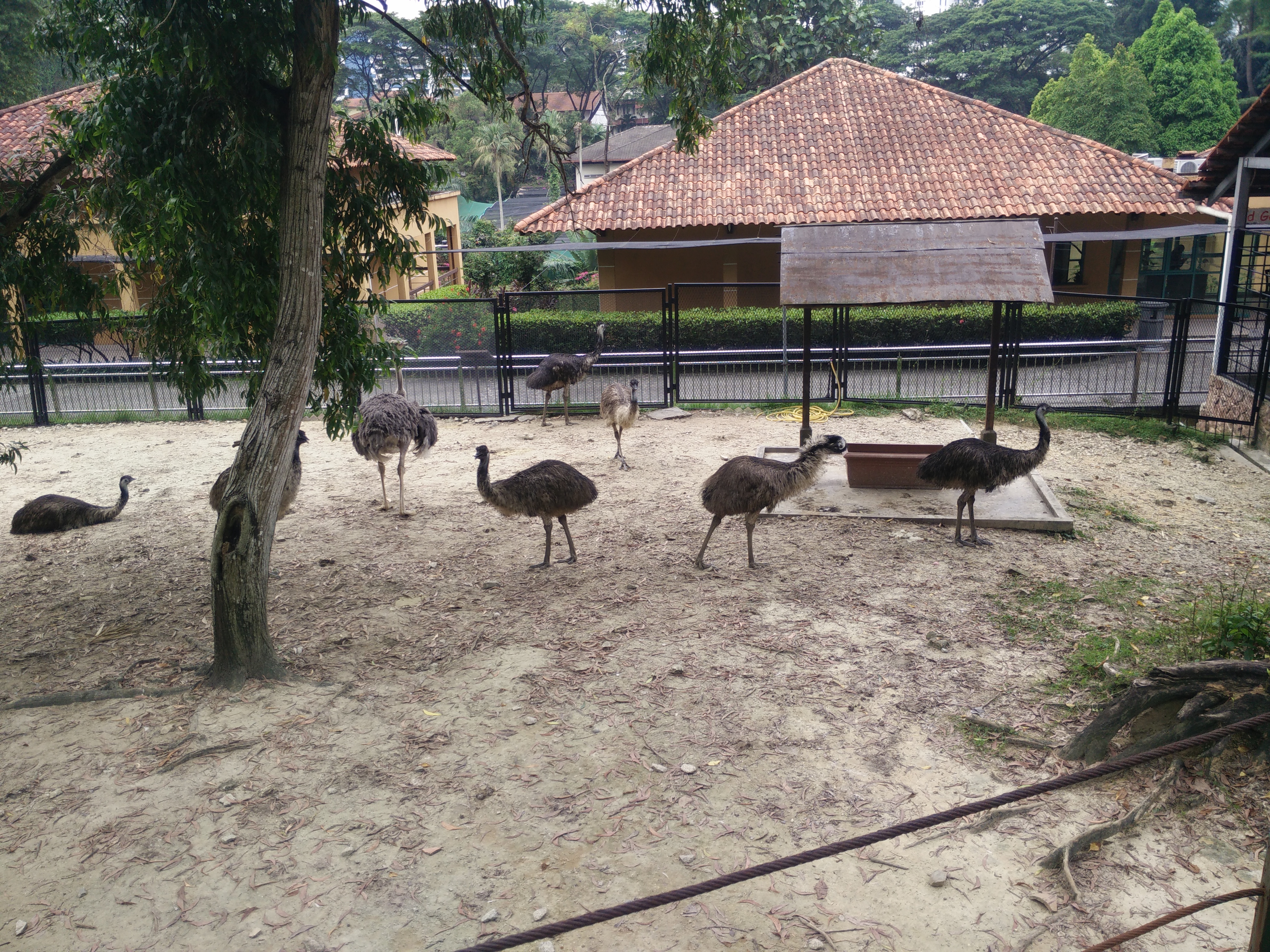
Enclos des autruches et des émeus.
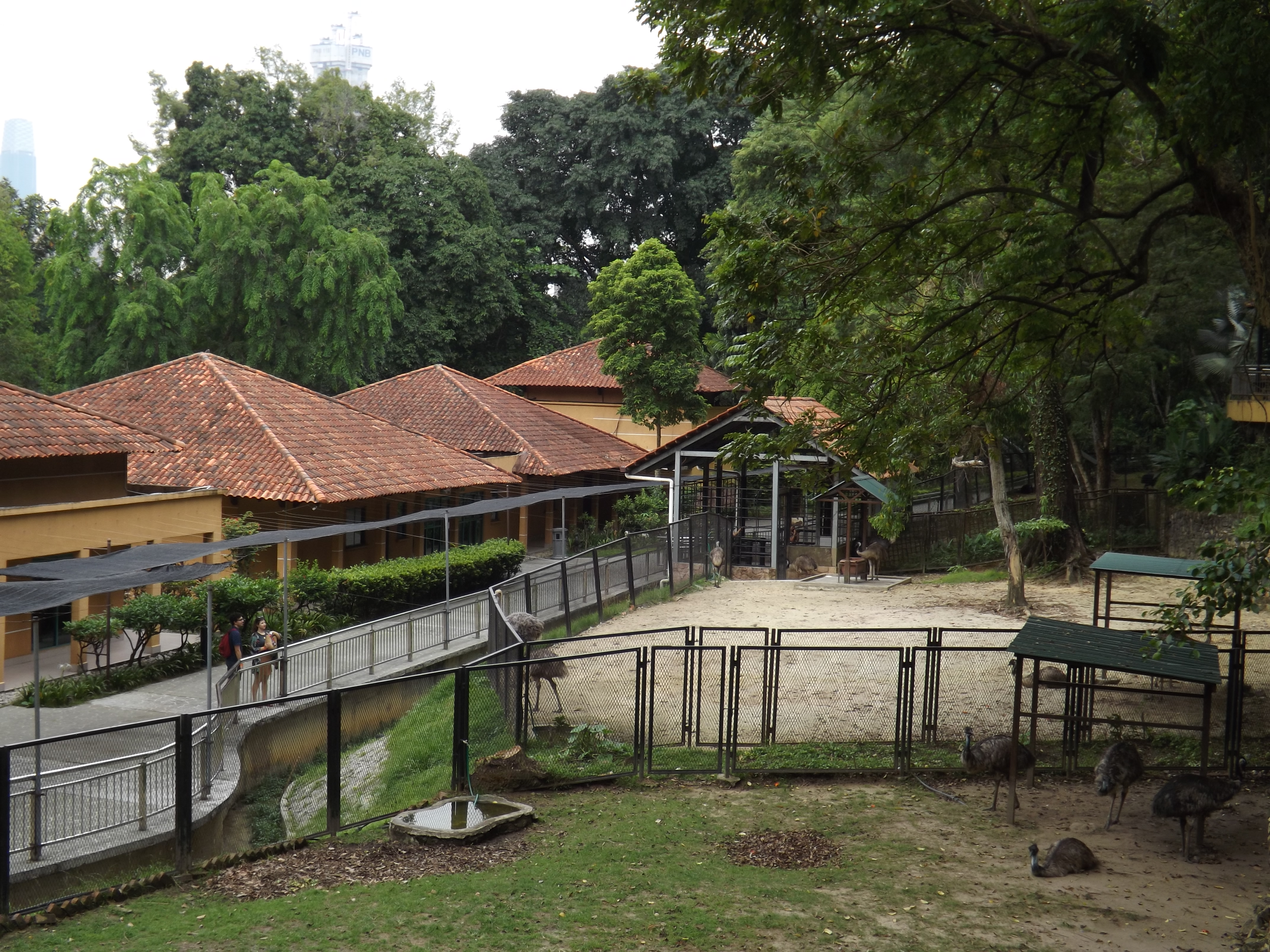
Enclos des autruches et des émeus.
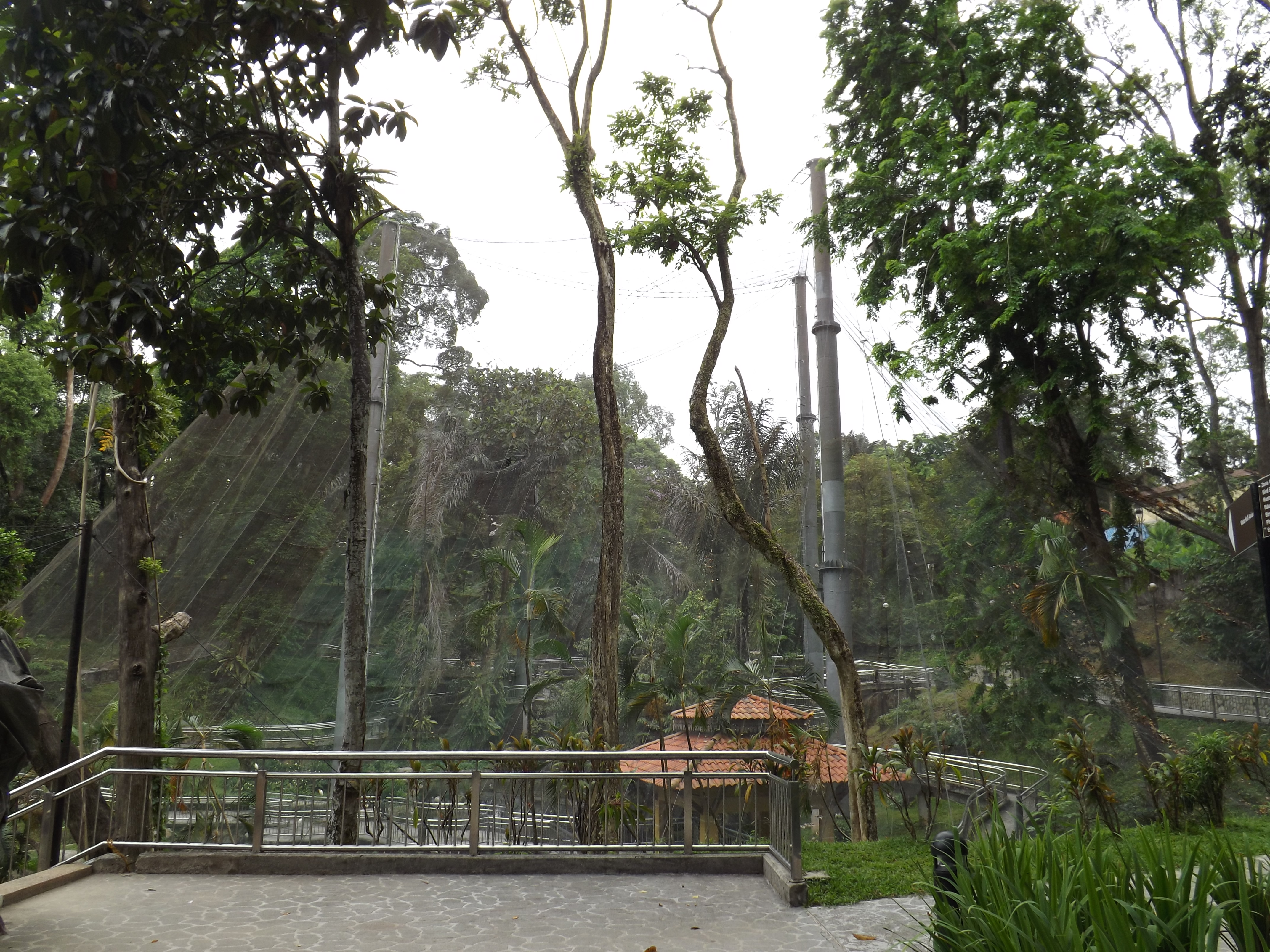
Vue d'ensemble de la volière d'immersion.
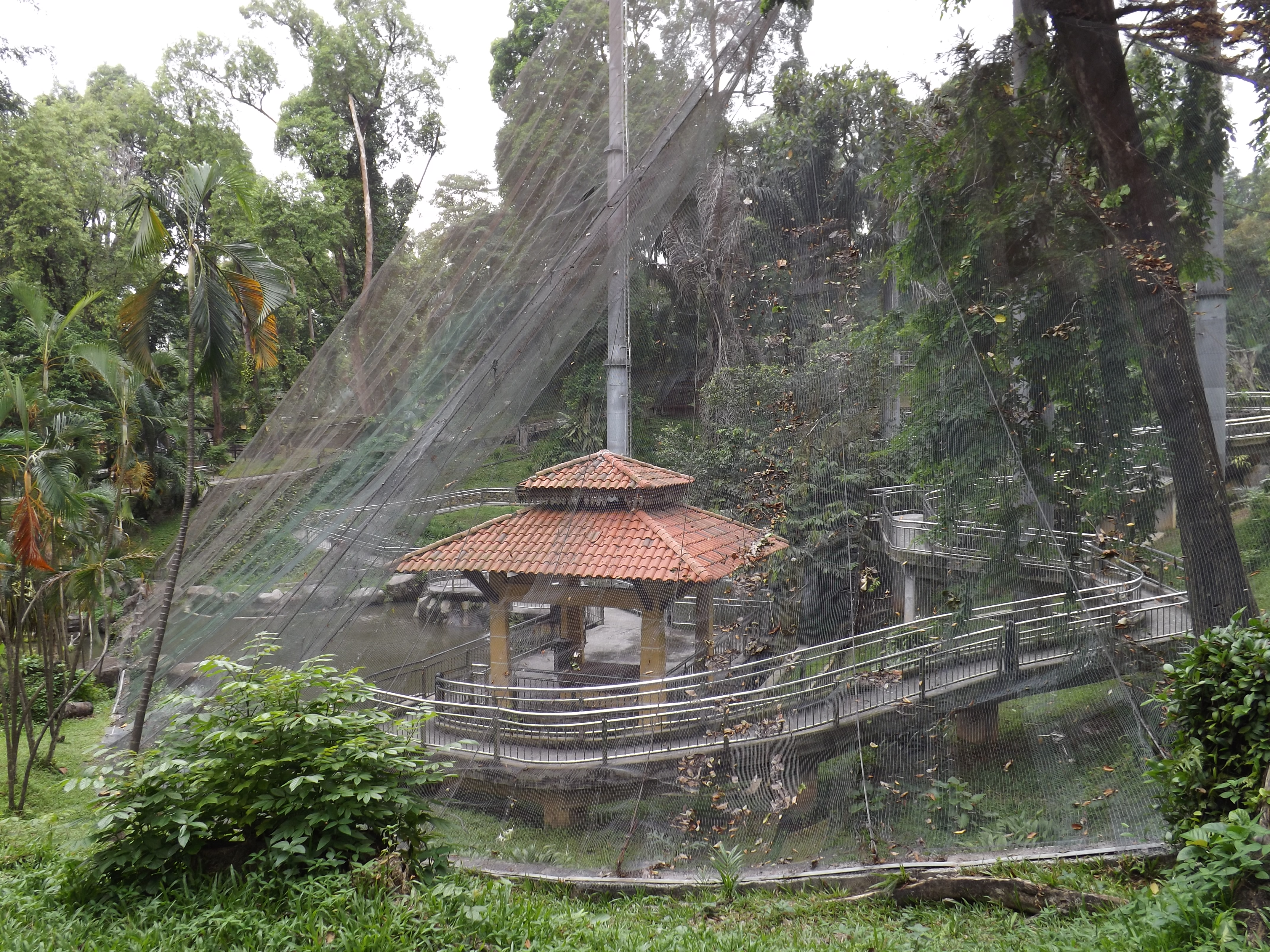
Volière d'immersion.
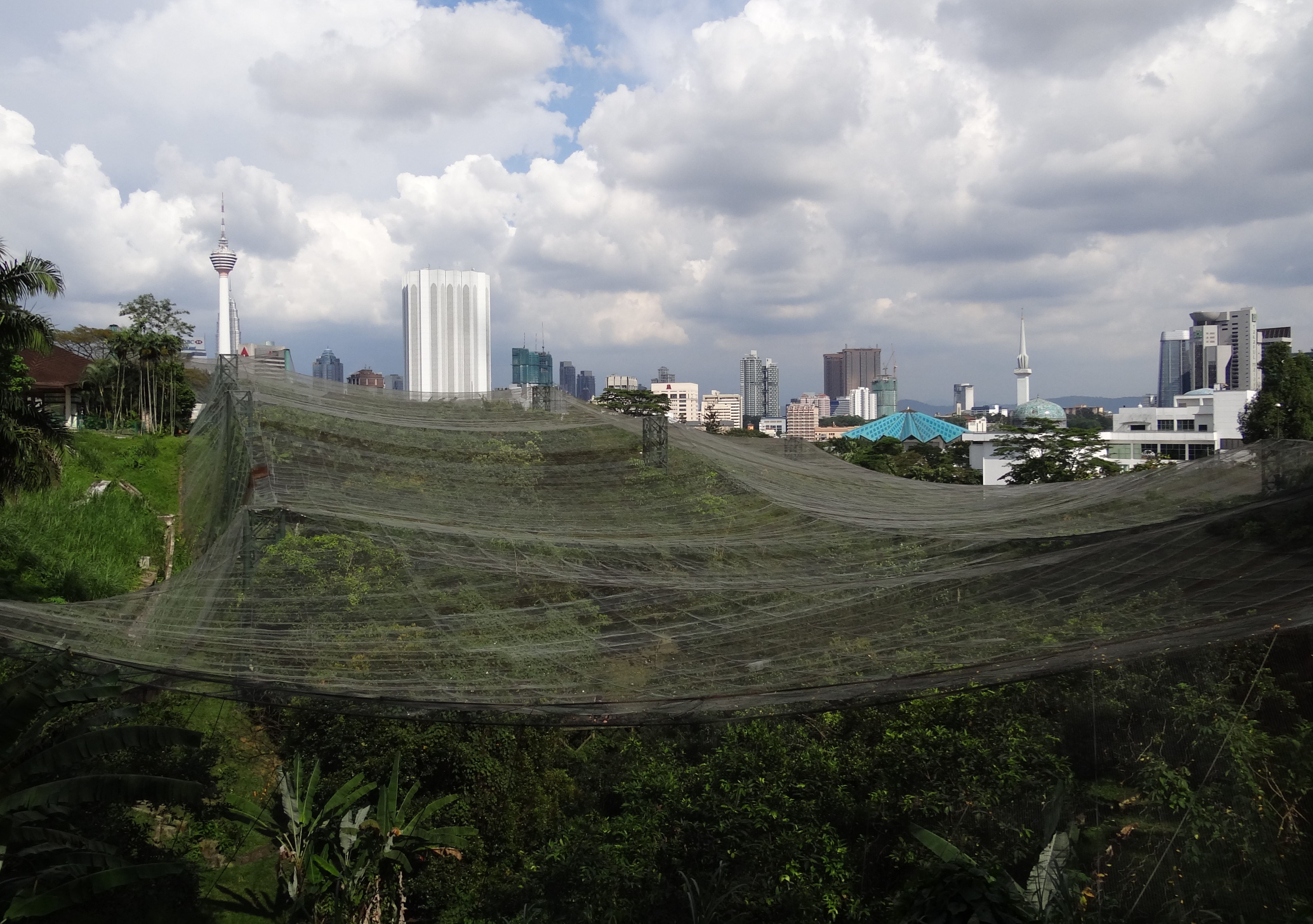
Une des volières vue du dessus.
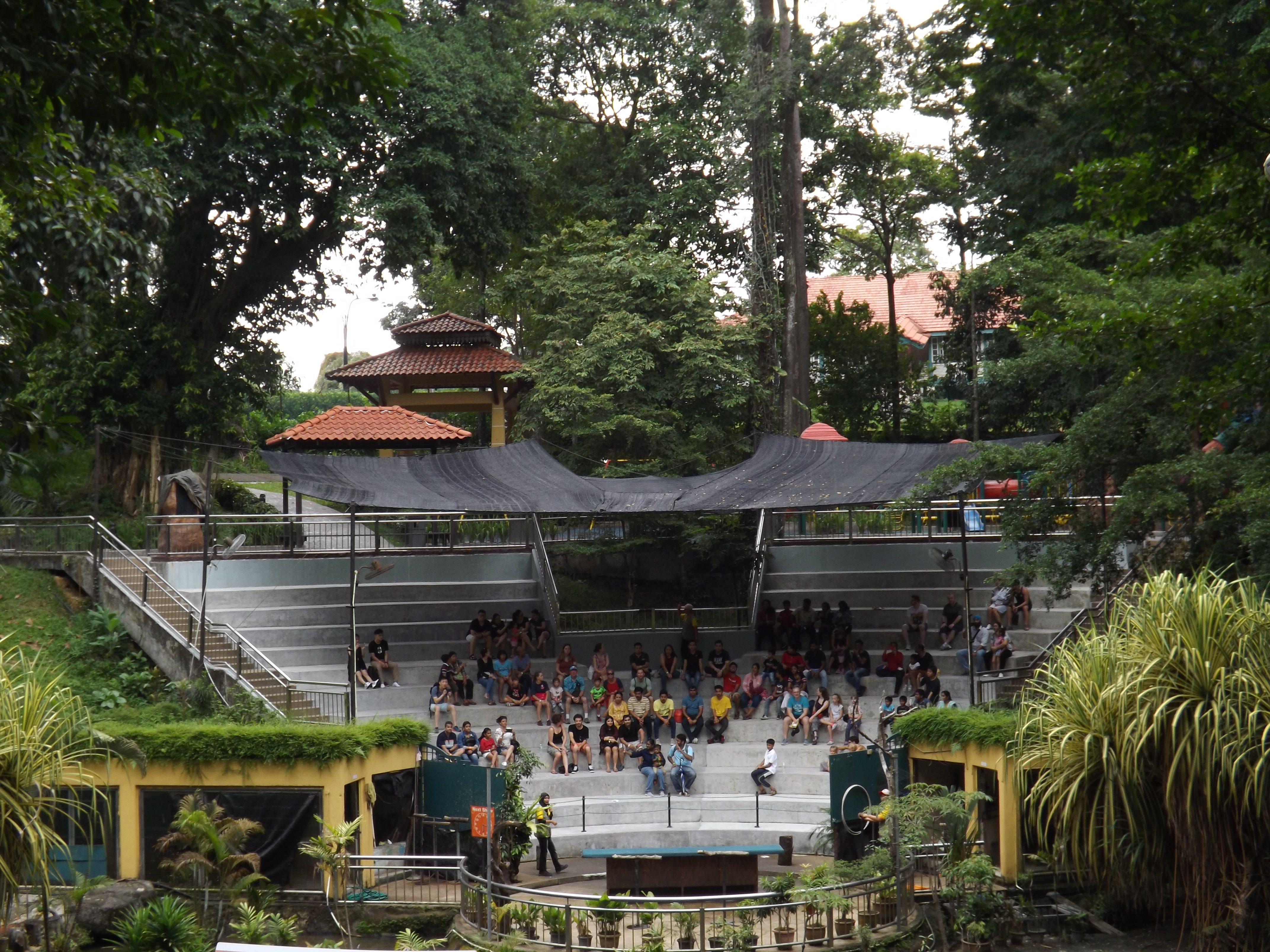
Amphithéâtre pour spectacle d'oiseaux.
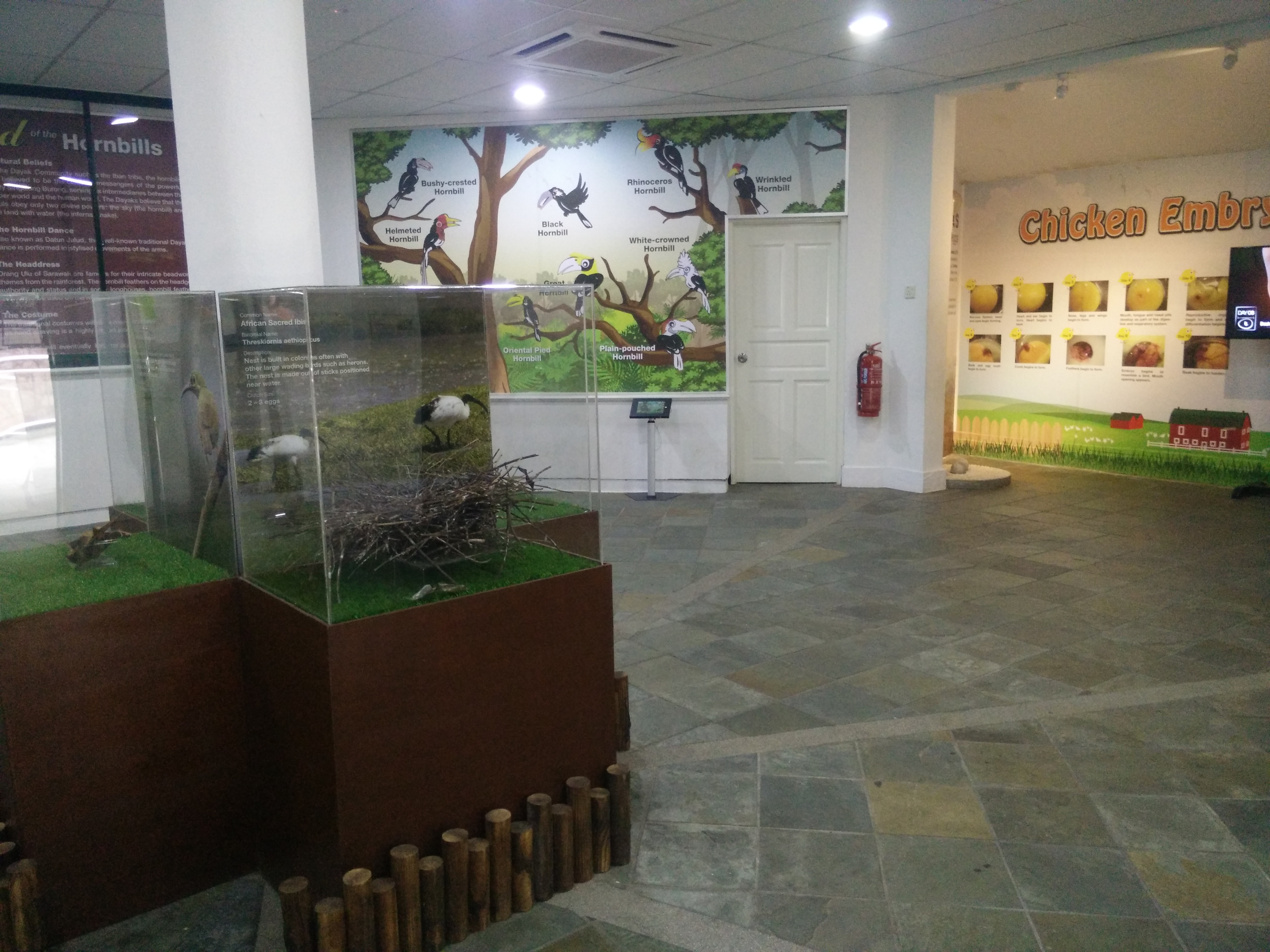
Espace pédagogique.